# Viveiro
Viveiro (em espanhol, Vivero) é um município da Espanha na província de Lugo, comunidade autónoma da Galiza. Tem 109,3 km² de área e em 2021 tinha 15 312 habitantes (densidade: 140,1 hab./km²).

## Demografia
| 1991   | 1996   | 2001   | 2004   | 2007   |
| 15 098 | 15 209 | 15 240 | 15 389 | 15 706 |
|        | 0,7%   | 0,2%   | 1%     | 2,1%   |